# Olivella minuta
Olivella minuta är en snäckart som först beskrevs av Link 1807.  Olivella minuta ingår i släktet Olivella och familjen Olividae. Inga underarter finns listade i Catalogue of Life.